# Бар «Фарадей»

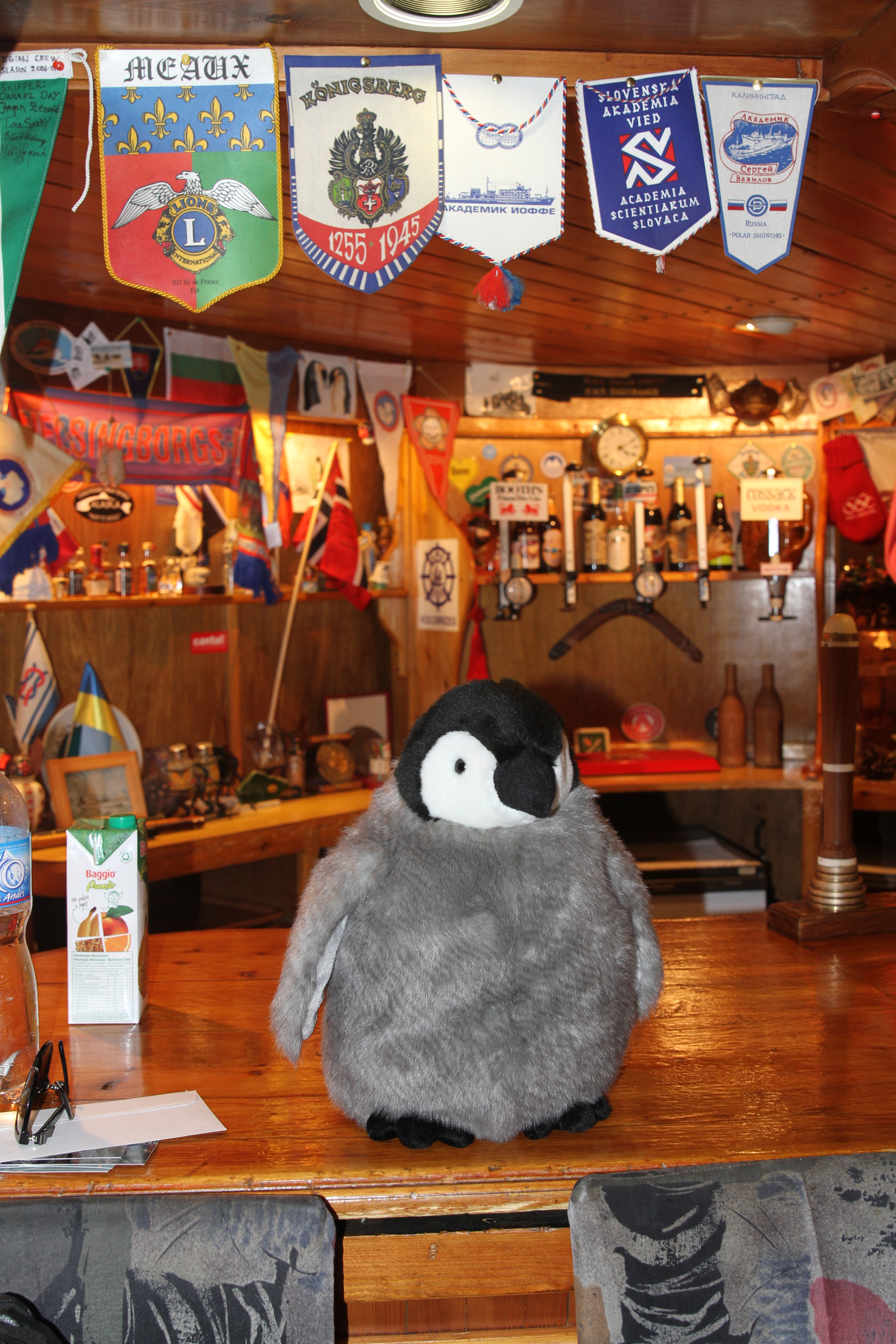

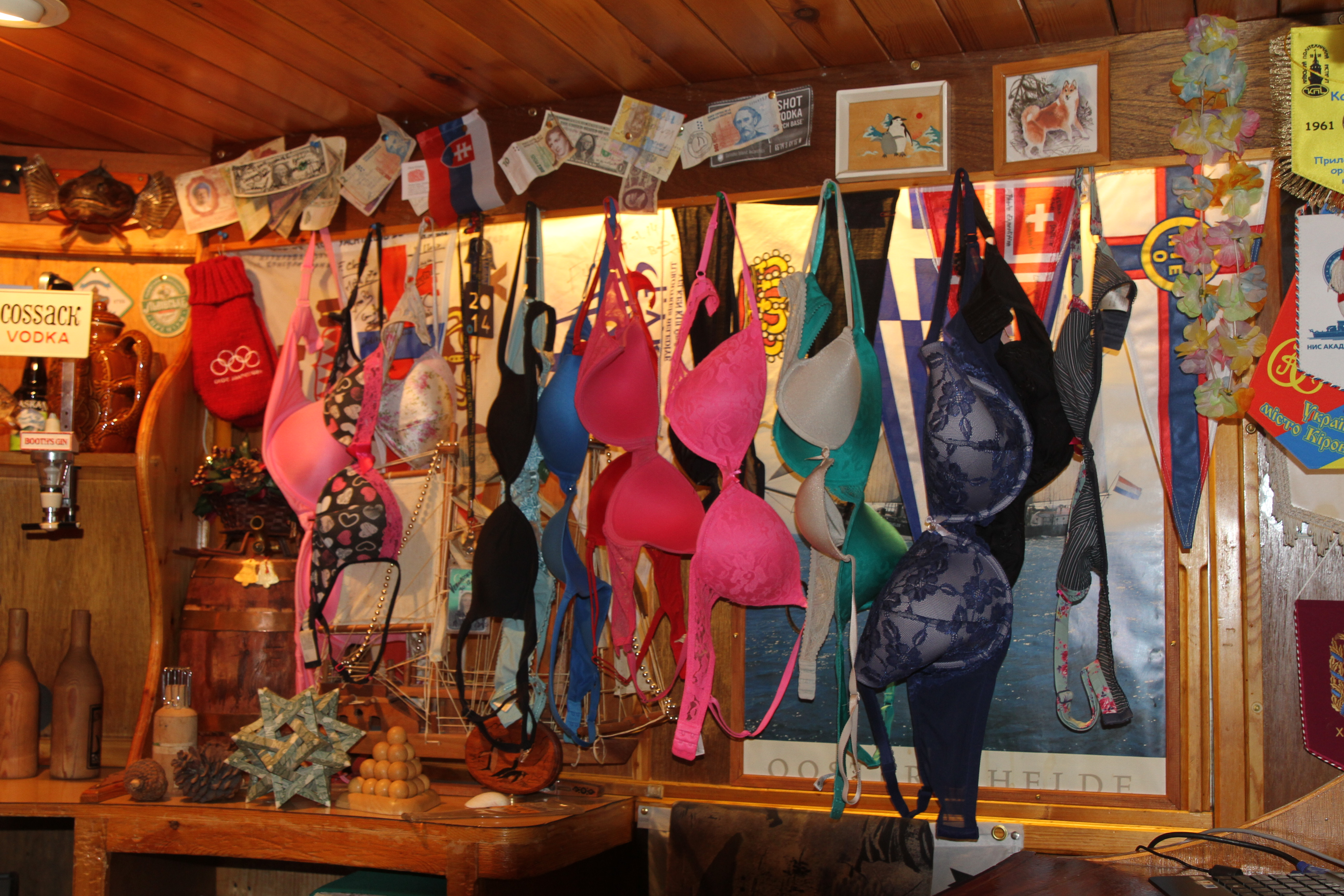
Колекція бюстгальтерів у барі.

Бар «Фарадей» — найпівденніший у світі бар, що знаходиться у Антарктиді, на українській антарктичній станції «Академік Вернадський». Протягом сезону 2018 року його відвідало близько 4000 туристів.

## Історія створення і інтер'єр
Бар був збудований у часи, коли станція належала Великій Британії і називалася «Фарадей». Після будівництва станції у теслярів залишилася деревина, і вони вирішили побудувати невеликий паб в англійському стилі. У 1996 році бар разом з усією станцією був переданий Україні.
У невеликій кімнаті — три столики і сім місць для відвідувачів. Практично всі меблі виконані вручну з дерева.
У барну стійку вмонтована монета у 1 фунт стерлінгів  — саме за неї було символічно куплено станцію у 1996 році

## Напої
У барі подають настоянку під назвою «Вернадівка», створену за фірмовим рецептом на зібраному полярниками самогонному апараті. Також подають вино і пиво.

## Визнання
Британські експерти Джоел Харрісон і Нейл Рідлі зібрали у своїй книзі кращі бари на всіх континентах. В Антарктиді кращим був названий саме бар «Фарадей».

## Традиції
У барі «Фарадей» жінок пригощають алкоголем безкоштовно, але вони натомість мають подарувати бармену предмет своєї нижньої білизни. За стійкою бару демонструється колекція цих предметів.
Окрім того у барі є колекція із сувенірів та подарунків, привезених туристами з усього світу. Бар є місцем відпочинку та розваг для полярників у вихідні дні. Тут грають на більярді і в дартс, зустрічають Новий рік.  Приміщення бару використовують для облаштування виборчої дільниці під час президентських та парламентських виборів в Україні.